# Tilmann Breuer
Tilmann Breuer (* 13. Oktober 1931 in Coburg; † 7. April 2022 in München) war ein deutscher Kunsthistoriker und Denkmalpfleger. Er war Abteilungsleiter im Bayerischen Landesamt für Denkmalpflege und Honorarprofessor an der Technischen Universität München.

## Leben und Wirken
Breuer war ein Sohn des Lehrerehepaars Berta und Willi Breuer. Nach der Volksschule in Einberg besuchte er in Coburg das Gymnasium Casimirianum, das er 1950 als Bester seines Jahrgangs abschloss. Anschließend studierte er Kunstgeschichte, Archäologie und Philosophie an den Universitäten Marburg, Tübingen und München. Er wurde 1957 über die Fassade der Kathedrale von Angoulême bei Hans Sedlmayr und Ernst Buschor in München promoviert. 
Im Jahr 1962 begann Breuer seine Tätigkeit am Bayerischen Landesamt für Denkmalpflege, wo er Leiter der Inventarisation wurde. Von 1978 bis 1992 hatte er einen Lehrauftrag an der Technischen Universität München, wo er 1985 als Honorarprofessor berufen wurde. 1991 widmete ihm das Landesamt eine Festschrift, 1996 wurde er pensioniert. Er war verantwortlich für zahlreiche Inventarbände und Kurzinventare mit dem Schwerpunkt Franken. Er begann diese Arbeit mit den Teilbänden über die Stadt Augsburg, Stadt und Landkreis Memmingen und Kaufbeuren. Vier Bände aus seiner oberfränkischen Heimat folgten. Er verfasste die Bände zur Stadt Bamberg, einen oftmals aufgelegten Kunstführer zum Bamberger Dom und bearbeitete das Dehio-Handbuch zu Franken neu. Er war einer der wichtigsten Theoretiker zum Denkmalbegriff der zweiten Hälfte des 20. Jahrhunderts, u. a. durch die Einführung des Begriffs Denkmallandschaft. Er hatte einen erheblichen Anteil daran, dass die Stadt Bamberg im Jahre 1993 als Weltkulturerbe in die Liste der UNESCO eingetragen wurde.

## Publikationen
(chronologisch)
- Die Fassade der Kathedrale von Angoulême. Dissertation München 1956
- Die Stadt Augsburg (Bayerische Kunstdenkmale, Band I). München 1958
- Stadt und Landkreis Memmingen (Bayerische Kunstdenkmale, Band IV). Deutscher Kunstverlag, München 1959
- Stadt und Landkreis Kaufbeuren (Bayerische Kunstdenkmale, Band IX). München 1960
- Stadt und Landkreis Forchheim (Bayerische Kunstdenkmale, Band XII). München 1961
- Landkreis Kronach (Bayerische Kunstdenkmale, Band XIX). München 1964
- Die Altenburg bei Bamberg (Große Baudenkmäler, Heft 193). München/Berlin 1965
- Augsburg (Deutsche Lande - Deutsche Kunst), mit Fotografien von Helga Schmidt-Glassner. Deutscher Kunstverlag, München/Berlin 1966
- Der Dom zu Bamberg (Große Baudenkmäler, Heft 223). München/Berlin 1968 (13. Auflage 1994)
- Der Bamberger Dom. Viele Auflagen. 1971ff.
- Buchbesprechung - Ehemaliger Landkreis Rehau und Stadt Selb. In: Kulturwarte – Monatsschrift für Kunst und Kultur. Heft 9/1975, S. 170 f.
- Handbuch der deutschen Kunstdenkmäler. Bayern I: Franken. München 1979.
- Naturlandschaft, Kulturlandschaft, Denkmallandschaft, in: ICOMOS, Nationalkomitee der Bundesrepublik Deutschland (Hrsg.): Historische Kulturlandschaften, München 1993, S. 13–19.
- Die Kunstdenkmäler von Oberfranken 6: Stadt Bamberg 6. Bürgerliche Bergstadt. 2 Bände 1997.
- Landschaft, Kulturlandschaft, Denkmallandschaft als Gegenstände der Denkmalkunde, in: Die Denkmalpflege, Jg. 55, 1997, S. 5–23.
- Denkmallandschaft Coburg, in: Jahrbuch der bayerischen Denkmalpflege, Jg. 45, 1999, S. 220–232.
- Denkmallandschaft – Entwicklung und Leistungsfähigkeit eines Begriffes, in: Géza Hajós (Hrsg.): Denkmal – Ensemble – Kulturlandschaft, am Beispiel Wachau. Wien 2000, S. 84–92.
- Die Kunstdenkmäler von Oberfranken 5: Stadt Bamberg 3. Immunitäten der Bergstadt. 4 Bände 2003–2009.